# Flagami
Flagami – dzielnica miasta Miami, na Florydzie w Stanach Zjednoczonych. Położona w zachodniej części miasta.

## Geografia
Leży na współrzędnych geograficznych 25°45′43″N 80°18′58″W/25,762000 -80,316000, na wysokości 1 m n.p.m., co czyni ją jednym z najniżej położonych terenów w mieście.